# David Dreier

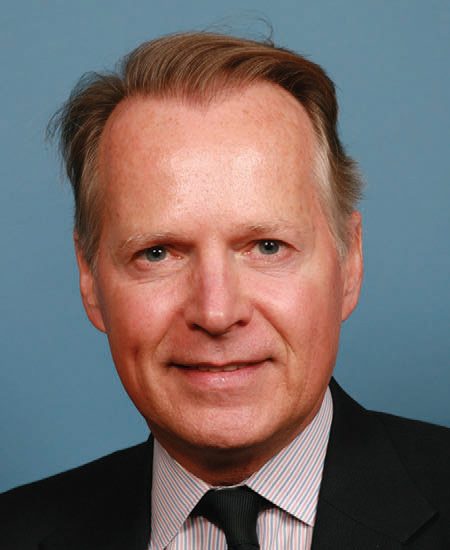
David Dreier (2009)

Timothy David Dreier (* 5. Juli 1952 in Kansas City, Missouri) ist ein US-amerikanischer Politiker der Republikanischen Partei und war von 1981 bis 2013 Mitglied des US-Repräsentantenhauses für Kalifornien.

## Biografie

### Studium und Aufstieg zum Kongressabgeordneten
Nach dem Besuch der Principia Upper Schools in St. Louis studierte er Politikwissenschaften am Claremont Men’s College und erwarb dort 1975 einen Bachelor of Arts (B.A. Political Science). Danach begann er von 1975 bis 1979 seine berufliche Laufbahn als Direktor für korporative Beziehungen am Claremont McKenna College, dem ehemaligen Claremont Men’s College, das zu dieser Zeit zu einem gemischten College wurde. Ein zeitgleiches postgraduales Studium im Fach Amerikanische Regierung an der Claremont Graduate School schloss er 1976 mit einem Master of Arts (M.A. American Government) ab.
Seine politische Laufbahn begann er ebenfalls in dieser Zeit und war 1976 und 1980 Delegierter der Republican National Conventions zur Aufstellung des republikanischen US-Präsidentschaftskandidaten sowie 1978 und 1980 als Delegierter der Republican Conventions in Kalifornien zur Nominierung des Kandidaten für das Gouverneursamt. Daneben war er Vizepräsident des Familienbetriebes, der Dreier Development Co. in Kansas City.
Nachdem er 1978 erfolglos für ein Abgeordnetenmandat im US-Repräsentantenhaus kandidiert hatte, wurde er 1980 für die Republikaner erstmals in das Repräsentantenhaus gewählt und vertrat dort nach 14 anschließenden Wiederwahlen seit dem 3. Januar 1981 zunächst den 35., dann von 1983 bis 1993 den 33., von 1993 bis 2003 den 28. und schließlich seit dem 3. Januar 2003 den 26. Kongresswahlbezirk Kaliforniens. Zwischen 1999 und 2007 war er Vorsitzender des Geschäftsordnungsausschusses (Committee on Rules), in dem er bis 2013 ranghöchstes Mitglied der republikanischen Minderheitsfraktion (Ranking Minority Member) und damit Oppositionsführer war. Im Jahr 2012 verzichtete er auf eine weitere Kandidatur.

### Kontroverse über seine sexuelle Orientierung
Über Dreier, der ein Jahr wohl Freund von Dorothy Bush war, der Tochter bzw. Schwester der früheren US-Präsident George Bush bzw. George W. Bush, gibt es immer wieder Gerüchte bezüglich seiner sexuellen Orientierung und seiner Homosexualität. Er selbst macht hierzu jedoch keine Aussagen und wies auch in einem Radiointerview die Frage, ob er heterosexuell sei, als irrelevant zurück.
2004 wurde ihm von Mike Rogers, einem Aktivisten der National Gay and Lesbian Task Force, der Roy-Cohn-Preis dafür verliehen, dass er seit 24 Jahren gegen die Rechte von Schwulen und Lesben kämpft, obwohl er tatsächlich selbst in einer schwulen Lebenspartnerschaft mit seinem Stabschef Brad Smith leben würde.
Tatsächlich unterstützte Dreier 1996 das Gesetz zur Verteidigung der Ehe (Defense of Marriage Act) sowie 2004 das Eheschutzgesetz (Marriage Protection Act). Des Weiteren stimmte er dagegen, dass Schwule und Lesben Kinder adoptieren dürfen sowie dagegen, dass aus Hass motivierte Straftaten gegen Schwule und Lesben unter Strafe gestellt werden (Hate Crimes Prevention Act). Ferner sprach er sich gegen die Aufhebung der Diskriminierung von HIV-Infizierten bei der Wohnungsvergabe (Housing Opportunities for Persons with AIDS (HOPWA) Program) aus, gegen die Erhöhung der Bundesmittel für teure HIV-Medikamente (ADAP Program) sowie gegen ein Verbot der Diskriminierung bei Bewerbungen von Schwulen und Lesben (Employment Non-Discrimination Act (ENDA)).